# Paulin J. Hountondji

Paulin Jidenu Hountondji (2004)

Paulin Jidenu Hountondji (* 11. April 1942 in Abidjan, Elfenbeinküste; † 2. Februar 2024), mit Wurzeln im heutigen Benin, war einer der wichtigsten afrikanischen Philosophen.

## Biografie
Hountondji ging im damaligen Dahomey zur Schule, wo er 1960 maturierte. Er studierte Philosophie an der École normale supérieure in Paris. Zu seinen Lehrern an der Universität gehörten Louis Althusser, Jacques Derrida, Paul Ricœur und Georges Canguilhem. 1970 verteidigte er seine Dissertation über Edmund Husserl.
Ab 1967 lehrte er selbst Philosophie an der Faculté des Lettres der Universität von Besançon. Nach zwei Jahren des Unterrichtens als Gastprofessor an verschiedenen französischen und afrikanischen Universitäten, so an der Lovanium-Universität Kinshasa und der National University of Zaire in Lubumbashi, übernahm er 1972 den Lehrstuhl für Philosophie an der Université nationale du Benin in Cotonou, wo er bis zuletzt noch Professor für Philosophie war. 1974 wurde er dort zum Doyen der Faculté des Lettres gewählt. 1976 veröffentlichte er sein Hauptwerk Sur la philosophie africaine. 1989 veröffentlichte er eine umfangreiche Bibliographie zur afrikanischen Philosophie.
Ab dem 30. Lebensjahr zeigten sich verstärkt seine politischen Ambitionen. 1990 bis 1991 war er Bildungsminister in Benin. Als prominenter Kritiker der Militärdiktatur in seinem Land war er beteiligt an der Demokratisierung Benins im Jahr 1992. 1991 bis 1993 bekleidete er das Amt des Ministers für Kultur und Kommunikation, bevor er 1994 seine Lehrtätigkeit an der Universität wieder aufnahm. Schwerpunkte in seinen Vorlesungen und Publikationen waren
1. erkenntnistheoretische Fragen,
2. die neuere Geschichte der Philosophie sowie
3. aktuelle Aufgaben der Philosophie und Wissenschaft im subsaharischen Afrika.

## Positionen
Er war Professor für Philosophie an der Université d’Abomey-Calavi. Nach der Gründung des Interafrikanischen Rates für Philosophie im Jahre 1972 war Hountondji dessen Generalsekretär. Außerdem war er Direktor des African Institute for Advanced Studies (Centre Africain des hautes études) in Porto-Novo, Benin und Mitglied des Advisory Editorial Board von Quest. Seit 1990 veröffentlichte er viele Artikel über Anthropologie, Soziologie und Politikwissenschaft. Dies geschah in Ausübung seiner Funktionen als Vizepräsident des International Council for Philosophy and Humanistic Studies (CIPSH) wie auch des Council for the Development of Social Science Research in Africa (CODESRIA) und als Mitglied des Steering Committee of the International Federation of Philosophical Societies (FISP).

## Diskussionen
Sein Ruf basiert hauptsächlich auf seiner Kritik am Wesen der afrikanischen Philosophie. Sein Hauptkritikpunkt ist die Ethnophilosophie von Placide Tempels und Alexis Kagame.
Hountondji war der Überzeugung, dass afrikanische Philosophie die Gesamtheit von Texten afrikanischer Philosophen ist, die von den Autoren selbst als philosophisch qualifiziert werden. Diese Sicht teilt er mit Kwasi Wiredu (Ghana), Henry Odera Oruka und Peter Bodunrin. Er wendet sich gegen den ethnophilosophischen Mythos, der besagt, es gebe eine indigene, kollektive afrikanische Philosophie, die streng von westlicher philosophischer Tradition zu unterscheiden sei. Um den Anspruch einer genuinen afrikanischen Philosophie erfüllen zu können, müsse vielmehr das theoretische Erbe westlicher Philosophie assimiliert und transzendiert werden.
Außerdem kritisiert er den Begriff „Philosophie“, der ein nicht nachvollziehbares, unwandelbares, kollektives Denksystem aller Afrikaner bezeichnen soll. Denn dadurch komme es zu einer mythologischen Ausbeutung durch den Begriff „Afrikanische Philosophie“. Notwendig sei daher die Etablierung wissenschaftlicher und philosophischer Diskurse und Texte, ein Schreiben für Afrika statt für Europäer. Theoretische Probleme sollten unter sich erörtert werden, Afrikaner müssten sich mit sich selbst konfrontieren und miteinander reden statt übereinander.

### „Afrikanische“ Philosophie
Damit Philosophie entstehen kann, müsse erst eine angemessene afrikanische Wissenschaft geschaffen werden. Die afrikanische Philosophie ist für ihn noch im Werden. Tatsächlich ist wirkliche Philosophie für ihn „ein offener Prozess der Reflexion, der auf Erkenntnis abzielt“ (1993, S. 79). Grundlegende Voraussetzung für die Entwicklung von Wissenschaft und Philosophie ist „die breite, demokratische Verwendung der Schrift“ (1993, S. 114). Denn philosophische Literatur sei im Gegensatz zu Aphorismen, Weisheiten, Sprichwörtern, das heißt Resultaten der tradierten Oralliteratur, freier und kritischer Reflexion zugänglich.
Im Gegensatz zu Kwame Gyekye sieht Hountondji auch ein Werk über Platon oder Marx als afrikanische Philosophie an, sofern es sich beim Autor um eine afrikanische Person handelt, die den Anspruch erhebt, ihr Werk sei philosophisch. Das heißt, für ihn ist (im Gegensatz zum Beispiel zu Peter Bodunrin) nicht der Inhalt relevant, sondern
1. die Intention des Autors (Philosophie schaffen),
2. das Medium (Schrift) und
3. die Herkunft (Nationalität).

Kennzeichen einer genuinen afrikanischen Philosophie sind:
1. die nicht-reduzierbare Polysemie von Diskursen,
2. ein unverzichtbarer Pluralismus (dieser wurde durch den Kolonialismus reduziert),
3. die freie Entfaltung und Konfrontation von Ideen.

Seine Ziele können folgendermaßen umrissen werden:
1. die Selbstbestimmung des Einzelnen,
2. Strukturen des freien, kritischen Dialogs und der wissenschaftlichen Debatte schaffen,
3. Dokumentation, Systematisierung und Integration oral überlieferten Wissens in moderne literarische Wissenschaften und Philosophie.

Die Methoden, die zu diesen Zielen führen, sind:
1. Ideologiekritik und Aufklärung, um die Illusionen, Mystifikationen und Lügenschleier zu überwinden;
2. gründliches Studium (unter anderem des Marxismus) und, auf diesem aufbauend, eine klarere Politik: Marx weiterentwickeln, neu denken („wie Marx denken“) und vor allem seine Ideen an die gegenwärtigen „Bedürfnisse des Volkes“ anpassen;
3. von der Philosophie ausgehen und sie überschreiten, um tatsächliche Probleme zu lösen.

In Afrikanische Philosophie. Mythos und Realität (1993, Orig. 1976) wendet er sich gegen den Mythos einer so genannten traditionellen afrikanischen Philosophie, gegen ein kollektives, unreflektiertes, implizites System von Glaubenssätzen. Bantu-Philosophie, Dogon-Philosophie, Yoruba-Philosophie und andere Bindestrich-Philosophien sind vom Westen erfundene Mythen. Hountondji kritisiert vehement die pseudowissenschaftliche Ethnophilosophie, denn Philosophie im strengen Sinne ist seiner Meinung nach notwendigerweise prozesshaftes, explizites Denken, die unvollendete Geschichte einer vielseitigen Debatte. Die afrikanische Philosophie als theoretische Disziplin führe unweigerlich zum Problem der Hermeneutik. Hountondji meint, afrikanische Philosophie sei untrennbar von afrikanischen Wissenschaften. Zunächst müsse es eine Geschichte der Wissenschaften geben, dann sei es möglich, dass sich die Philosophie als theoretischer Diskurs etabliert. Diese Art von Philosophie diene nicht nur als Fundament einer endlosen Suche, die sich innerhalb eines wissenschaftlichen Diskurses entwickelt und sich in diesem artikuliert, sondern auch dem Kampf gegen den Imperialismus.

### Kritik an Ethnophilosophie
Hountondji war der Auffassung, dass die Vorgangsweise der Ethnophilosophen die Methoden der Anthropologie mit denen der Philosophie vermische und auf diese Weise eine „hybride, ideologische Disziplin der Ethnophilosophie ohne Anerkennung und Status in der Welt der Theorie“ (1993, S. 50) hervorbringe. Die Ethnophilosophie beruht laut ihm auf einer grundsätzlichen Fehlkonzeption der afrikanischen Philosophie, die als unreflektierte, kollektive Weltanschauung konstruiert wird. Gleichzeitig warnt er vor der Gefahr eines extremen Partikularismus als vermeintlichem Gegenmittel zum falschen Universalismus.
Im Laufe der Zeit haben sich Hountondjis Anliegen verändert und erweitert. Er lehnt zwar immer noch die Ethnophilosophie als eine genuine philosophische Disziplin ab. Er hat sich jedoch auf eine Art Synthese von traditionellem afrikanischen Gedankengut und rigoroser philosophischer Methode zubewegt.

## Zitate
- „Ideologie ist maskierte Politik.“ (1993, S. 193.)
- „Universalität ist erst dann möglich, wenn die Gesprächspartner frei von dem Bedürfnis sind, sich gegenüber den Anderen durchzusetzen.“ (1993, S. 72.)
- „Wissenschaftliche Literatur ist – im Gegensatz zu künstlerischer Literatur – absolut historisch. Einziges stabiles Element ist die konstante Referenz auf eine Sphäre der Erfahrung, dessen Charakterisierung selbst Teil der Evolution ist.“ (1993, S. 92.)

## Artikel in Zeitschriften und Sammlungen (Auswahl)
- Que peut la philosophie? In: Présence africaine (1981), Nr. 119, S. 47–71.
- Pour une pédagogie du changement. In: Quest (1996), Vol. 10, Nr. 2, S. 37–64.
- Violence et langage: problèmes du passage à la démocratie. In: African Sociological Review (1999), Vol. 3, Nr. 1, S. 56–74.

- Occidentalism, elitism. Answer to two critiques. In: Quest (1989), Bd. III, Nr. 2, S. 2–30.
- Scientific dependence in Africa today. In: Research in African Literatures (1990), Vol. 21, Nr. 3, S. 5–15.
- Producing knowledge in Africa today. In: African Studies Review (1995), Vol. 38, Nr. 3, S. 1–10.

- Afrika und das Problem seiner Identität. In: P. J. Hountondji/A. Diemer (Hrsg.): International Philosophical Symposium on Culture and Identity of Africa. Frankfurt/Bern/New York 1985.
- Afrikanische Kulturen und Globalisierung: Ein Aufruf zum Widerstand. In: E+Z Entwicklung und Zusammenarbeit (1997), Nr. 7, S. 170–173.